# Derris tinghuensis
Derris tinghuensis är en ärtväxtart som beskrevs av P.Y.Chen. Derris tinghuensis ingår i släktet Derris och familjen ärtväxter. Inga underarter finns listade i Catalogue of Life.